# Lista de senadores da Índia Francesa

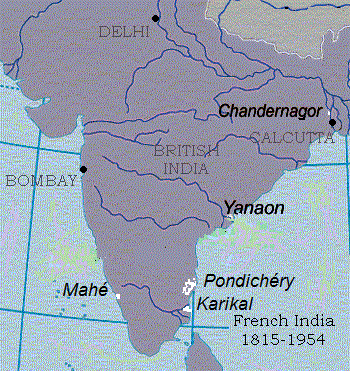
Os cinco pequenos enclaves da Índia Francesa

A seguir está uma lista de senadores da Índia Francesa, pessoas que representaram a colônia da Índia Francesa no Senado da França. Oficialmente chamada de Établissements français dans l'Inde, a colônia consistia em cinco pequenos enclaves, dos quais Pondicherry era o maior.

## Terceira República
Os senadores da Índia Francesa durante a Terceira República Francesa foram::54
- Pierre Desbassyns de Richemont (36 de março de 1876-1882)
- Jacques Hébrard (8 de janeiro de 1882-1891)
- Jules Godin (11 de janeiro de 1891–1909)
- Étienne Flandin (7 de janeiro de 1909–1922) morreu no cargo
- Henri Gaebelé (9 de março de 1922–1924) renunciou
- Paul Bluysen (9 de dezembro de 1924–1928) morreu no cargo
- Doutor Eugène Le Moignic (1928–1944)

## Quarta República
Os senadores da Índia Francesa durante a Quarta República Francesa foram:
- Maurice Paquirissamypoullé (1947–1955)
- Cailacha Subbiah (1947–1948)